# جائزة التشيك الكبرى للدراجات النارية 2019
جائزة التشيك الكبرى للدراجات النارية 2019 هو سباق دراجات نارية أقيم بتاريخ 4 أغسطس 2019 في حلبة برنو، التشيك. كان الجولة العاشرة من أصل 19 في سباق الجائزة الكبرى للدراجات النارية موسم 2019. فاز مارك ماركيث بفئة الموتو جي بي بينما جاء أندريا دوفيزيوسو في المركز الثاني وحصل على المركز الثالث جاك ميلر. فاز بفئة الموتو 2 الإسباني أليكس ماركيث.